# Újvárfalva
Újvárfalva község Somogy vármegyében, a Kaposvári járásban.

## Fekvése
Marcalitól délkeletre, Somogysárd és Nagybajom közt fekszik. Zsáktelepülés, közúton csak Somogysárdon keresztül érhető el, a 6702-es útból a település déli részén nyugat felé kiágazó, majd északra forduló 67 117-es számú mellékúton.

## Története
Az okmányokban 1909-től szerepel Újvárfalva néven, korábban Korotna, Nadalos és Vrácsik településekből állt, ezek ma Újvárfalva részei.
A 20. század elején Somogy vármegye Kaposvári járásához tartozott.
1910-ben 639 lakosából 567 magyar, 44 német volt. Ebből 616 római katolikus, 12 református, 6 evangélikus volt

### Vrácsik
1497-ben Warachyk alakban írva említették először az oklevelek, az 1537. és az 1550. évi adólajstromokban Weracsik alakban fordult elő. 1550-ben Zewrényi János birtoka volt. Az 1701-1703 körüli összeírásokban puszta és Vracsek alakban fordult elő, a Thulmon család birtokaként. 1773-1776 között a Berzsenyi család tagjai: Berzsenyi István, János és Benedek birtoka volt, továbbá Bárány Pál özvegye és Takács István is birtokosok voltak itt. A 19. század első felében a Noszlopy, a Kiss, a Bóné, a Fülöp, a Bárány és a Berzsenyi családoké volt, majd az 1900-as évek elején Sárdi Somssich Miklósnak volt a nagyobb birtokosa. 
A község határában feküdt Korokna (Koroknya) vára, innen származott a Koroknyay család. A vár nyomai még a 20. század elején is láthatók voltak. A községhez tartoztak: Koroknya-, Miklós-, Kis- és Nadalos-puszták is. 

### Koroknya
Koroknya-puszta a középkorban a Győr nemzetség birtoka volt. A nemzetség 1346. évi birtokmegosztásakor Dersfi Miklósé lett. A 15. században a Koroknyai (Korotnai, Koroknai) család birtoka volt. 1510-ben a Koroknyaiak vára már fennállt. A várat 1555-ben Tújgon budai basa foglalta el. A jobbágyfalu még 1543-ban megvolt, valószínűleg az 1555. évi ostrom alkalmával pusztult el.

## Közélete

### Polgármesterei
- 1990–1994: Horváth Miklós (FKgP)[3]
- 1994–1998: Horváth Miklós (független)[4]
- 1998–2002: Kiss Péter Pálné (független)[5]
- 2002–2006: Kiss Péter Pálné (független)[6]
- 2006–2010: Kiss Péter Pálné (független)[7]
- 2010–2014: Kiss Péter Pálné (Fidesz-KDNP)[8]
- 2014–2019: Kiss Péter Pálné (Fidesz-KDNP)[9]
- 2019–2024: Kiss Péter Pálné (Fidesz-KDNP)[10]
- 2024– : Kiss Péter Pálné (Fidesz-KDNP)[1]

## Népesség
A település népességének változása:
| Lakosok száma | 289  | 303  | 301  | 243  | 226  | 240  | 226  |
|               | 2013 | 2014 | 2015 | 2021 | 2022 | 2023 | 2024 |

A 2011-es népszámlálás során a lakosok 86,1%-a magyarnak, 22,1% cigánynak, 3,2% németnek mondta magát (11,4% nem nyilatkozott; a kettős identitások miatt a végösszeg nagyobb lehet 100%-nál). A vallási megoszlás a következő volt: római katolikus 68,7%, református 2,5%, evangélikus 2,1%, görögkatolikus 0,4%, felekezeten kívüli 10% (14,9% nem nyilatkozott).
2022-ben a lakosság 82,7%-a vallotta magát magyarnak, 30,1% cigánynak, 6,6% németnek, 4% egyéb, nem hazai nemzetiségűnek (13,7% nem nyilatkozott; a kettős identitások miatt a végösszeg nagyobb lehet 100%-nál). Vallásuk szerint 48,7% volt római katolikus, 2,7% evangélikus, 2,2% református, 0,9% egyéb katolikus, 20,4% felekezeten kívüli (25,2% nem válaszolt).

## Nevezetességei
- A 18. századi Noszlopy-kúria: Itt született Noszlopy Gáspár (1820–1853) honvédőrnagy, kormánybiztos, az 1848–49-es szabadságharcot követő szervezkedések egyik vezetője és vértanúja.

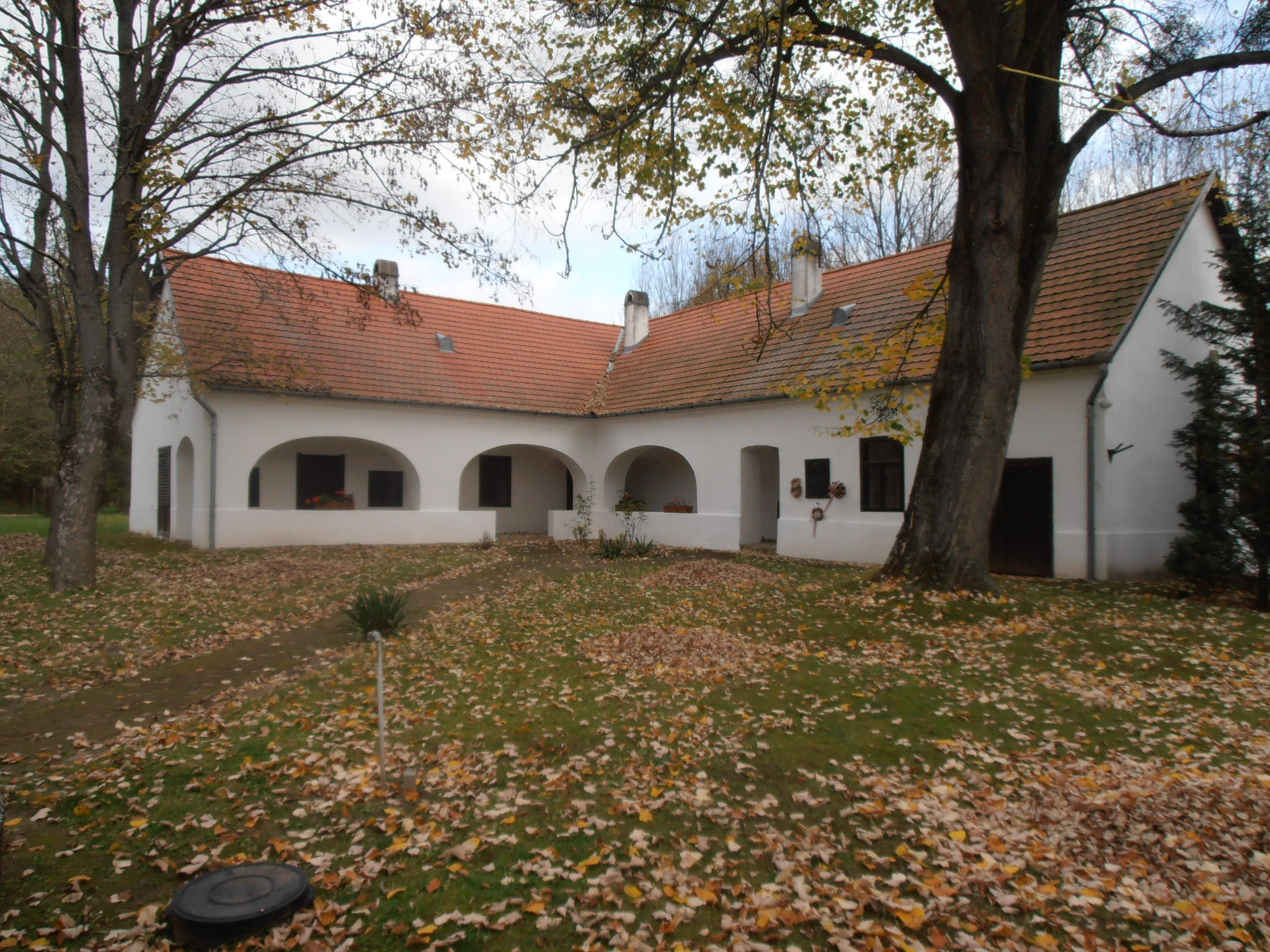
A Noszlopy-kúria

## Jeles szülöttei
- Benke József (történész)